# 乔治·吉尼罗
乔治·吉尼罗（英語：George Genereux，1935年3月1日—1989年4月10日），加拿大男子射击运动员。他曾代表加拿大参加1952年夏季奥林匹克运动会射击比赛，获得男子多向飞碟金牌。